# Manot
Manot (Manòc en limousin, dialecte occitan) est une commune du Sud-Ouest de la France, située dans le département de la Charente (région Nouvelle-Aquitaine).
Ses habitants sont les Manotais et les Manotaises.

## Géographie

### Localisation et accès
Manot est une commune de la Charente limousine située à 8 km au sud de Confolens, sur la rive gauche de la Vienne. Elle forme la pointe méridionale du canton de Confolens-Nord.
Manot est aussi à 8 km au nord-est de Roumazières-Loubert, 10 km au nord-ouest de Chabanais, 14 km au nord-est de Saint-Claud et 50 km au nord-est d'Angoulême. Limoges est aussi à 50 km.
La principale route est la D 16 de Montmoreau à Confolens par La Péruse, qui dessert le bourg de Manot et longe la Vienne. La D 166 qui franchit la Vienne mène à Roumazières au sud-ouest. La D 170 et la D 346 convergent aussi au bourg.
La ligne Angoulême-Limoges traverse l'extrême sud de la commune. La gare la plus proche est celle de Roumazières, desservie par des TER à destination d'Angoulême et de Limoges.
L'ancienne ligne Roumazières-Confolens traverse la commune et est réemployée touristiquement par le vélo-rail. L'ancienne gare sert de point de croisement.

### Hameaux et lieux-dits
Les hameaux sont nombreux et généralement assez importants : les Monts, dans le centre de la commune; Assit, au sud ; le Vieux Fougerat et le Jeune Fougerat, dans le nord de la commune ; Vicroze, au nord du bourg ; le Buisson ; Gandrieux, sur la route de La Péruse ; la Goutrie, près de la Vienne ; la Jourlie et le Maine, près du bourg ; Chez Patrie, dans l'ouest ; Cachedenier, les Vergnes, le Couret, etc..

### Communes limitrophes
| Ambernac                 | Ansac-sur-Vienne | Saint-Maurice-des-Lions |
|                          | Manot            | Chirac                  |
| Terres-de-Haute-Charente |                  | Exideuil-sur-Vienne     |

### Géologie et relief
Comme toute cette partie nord-est du département de la Charente qu'on appelle la Charente limousine, la commune de Manot se trouve sur le plateau du Limousin, partie occidentale du Massif central, composé de roches cristallines et métamorphiques, relique de la chaîne hercynienne.
Le granit occupe une grande moitié orientale de la commune, sur toute sa longueur. Les plateaux à l'ouest de la commune sont couverts d'arènes argilo-sableuses. La vallée de la Vienne est occupée localement par des alluvions (argiles, sables, graviers, galets),,.
Des collines élevées séparent le bassin de la Vienne de celui de la Charente, et couvrent une notable partie de la commune. La commune occupe un plateau vallonné incliné vers la vallée de la Vienne qui borde la commune à l'est, d'une altitude moyenne de 210 m. Le territoire communal culmine à 231 m d'altitude, en limite sud-ouest, à l'ouest des Monts; le point le plus bas est 132 m en bord de Vienne, au nord en limite de la commune d'Ansac. Le bourg est à environ 160 m d'altitude, dominant la rivière.

### Hydrographie

#### Réseau hydrographique

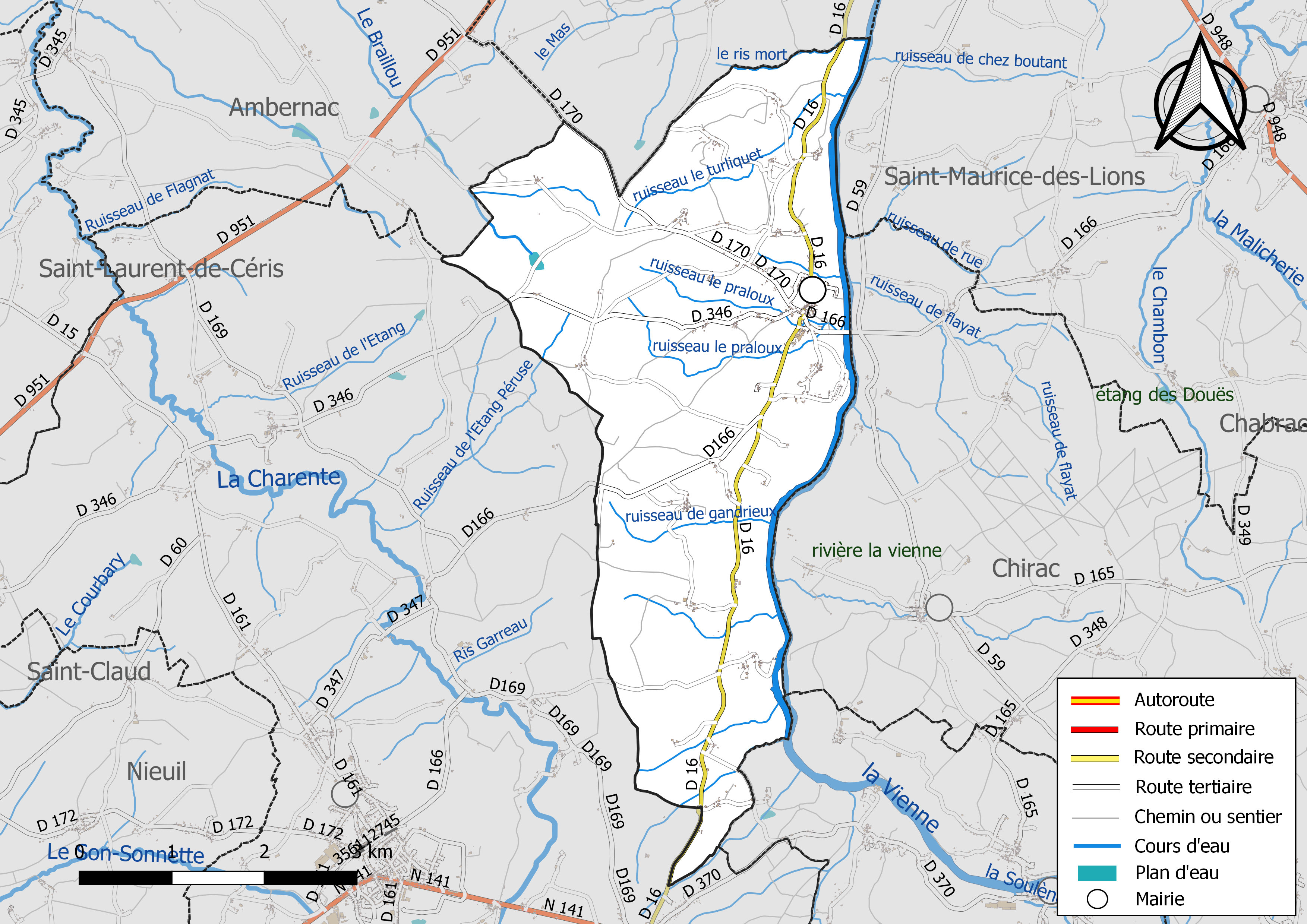
Réseaux hydrographique et routier de Manot.

La commune est située pour partie dans le bassin versant de la Charente au sein du Bassin Adour-Garonne et pour partie dans  la région hydrographique de « la Loire de la Vienne (c) à la Maine (nc) », une partie du Bassin de la Loire, au sein  du Bassin Loire-Bretagne. Elle est drainée par la Vienne, le Braillou le ruisseau de l'Etang Péruse et par divers petits cours d'eau, qui constituent un réseau hydrographique de 29 km de longueur totale,.
La commune est située sur la rive gauche de la Vienne, en amont de Confolens et en aval de Chabanais. De nombreuses sources et petits étangs parsèment son territoire, et des ruisseaux parfois temporaires  affluent vers la Vienne, comme le ruisseau de Gandrieux au sud, le Praloux au bourg, le Turliquet au nord, et le Ris Mort en limite d'Ansac.
Le Braillou, affluent de la Charente à Ambernac, a sa source à l'ouest.
La ligne de partage des eaux entre Charente et Loire traverse l'ouest de la commune.

#### Gestion des eaux
Le territoire communal est couvert par les schémas d'aménagement et de gestion des eaux (SAGE) « Charente » et « Vienne ». Le SAGE « Charente», dont le territoire correspond au bassin de la Charente, d'une superficie de 9 300 km2, a été approuvé le 19 novembre 2019. La structure porteuse de l'élaboration et de la mise en œuvre est l'établissement public territorial de bassin Charente. Ils définissent chacun sur leur territoire les objectifs généraux d’utilisation, de mise en valeur et de protection quantitative et qualitative des ressources en eau superficielle et souterraine, en respect des objectifs de qualité définis dans le troisième SDAGE  du Bassin Adour-Garonne qui couvre la période 2022-2027, approuvé le 10 mars 2022.Le SAGE « Vienne», dont le territoire correspond au bassin du bassin de la Vienne, d'une superficie de 7 060 km2, a été approuvé le 1er juin 2006. La structure porteuse de l'élaboration et de la mise en œuvre est l'établissement public territorial de bassin Vienne. Il est quant à lui une déclinaison du SDAGE  du Bassin Loire-Bretagne qui couvre la période 2022-2027, approuvé le 18 mars 2022.

### Climat
Le climat est océanique dégradé. C'est celui de la Charente limousine, plus humide et plus frais que celui du reste du département.

## Urbanisme

### Typologie
Au 1er janvier 2024, Manot est catégorisée commune rurale à habitat très dispersé, selon la nouvelle grille communale de densité à 7 niveaux définie par l'Insee en 2022.
Elle est située hors unité urbaine. Par ailleurs la commune fait partie de l'aire d'attraction de Confolens, dont elle est une commune de la couronne,. Cette aire, qui regroupe 14 communes, est catégorisée dans les aires de moins de 50 000 habitants,.

### Occupation des sols
L'occupation des sols de la commune, telle qu'elle ressort de la base de données européenne d’occupation biophysique des sols Corine Land Cover (CLC), est marquée par l'importance des territoires agricoles (72 % en 2018), en diminution par rapport à 1990 (76,7 %). La répartition détaillée en 2018 est la suivante : 
prairies (56,4 %), forêts (19,3 %), zones agricoles hétérogènes (12 %), milieux à végétation arbustive et/ou herbacée (4,3 %), terres arables (3,6 %), eaux continentales (2,9 %), zones urbanisées (1,5 %). L'évolution de l’occupation des sols de la commune et de ses infrastructures peut être observée sur les différentes représentations cartographiques du territoire : la carte de Cassini (XVIIIe siècle), la carte d'état-major (1820-1866) et les cartes ou photos aériennes de l'IGN pour la période actuelle (1950 à aujourd'hui).

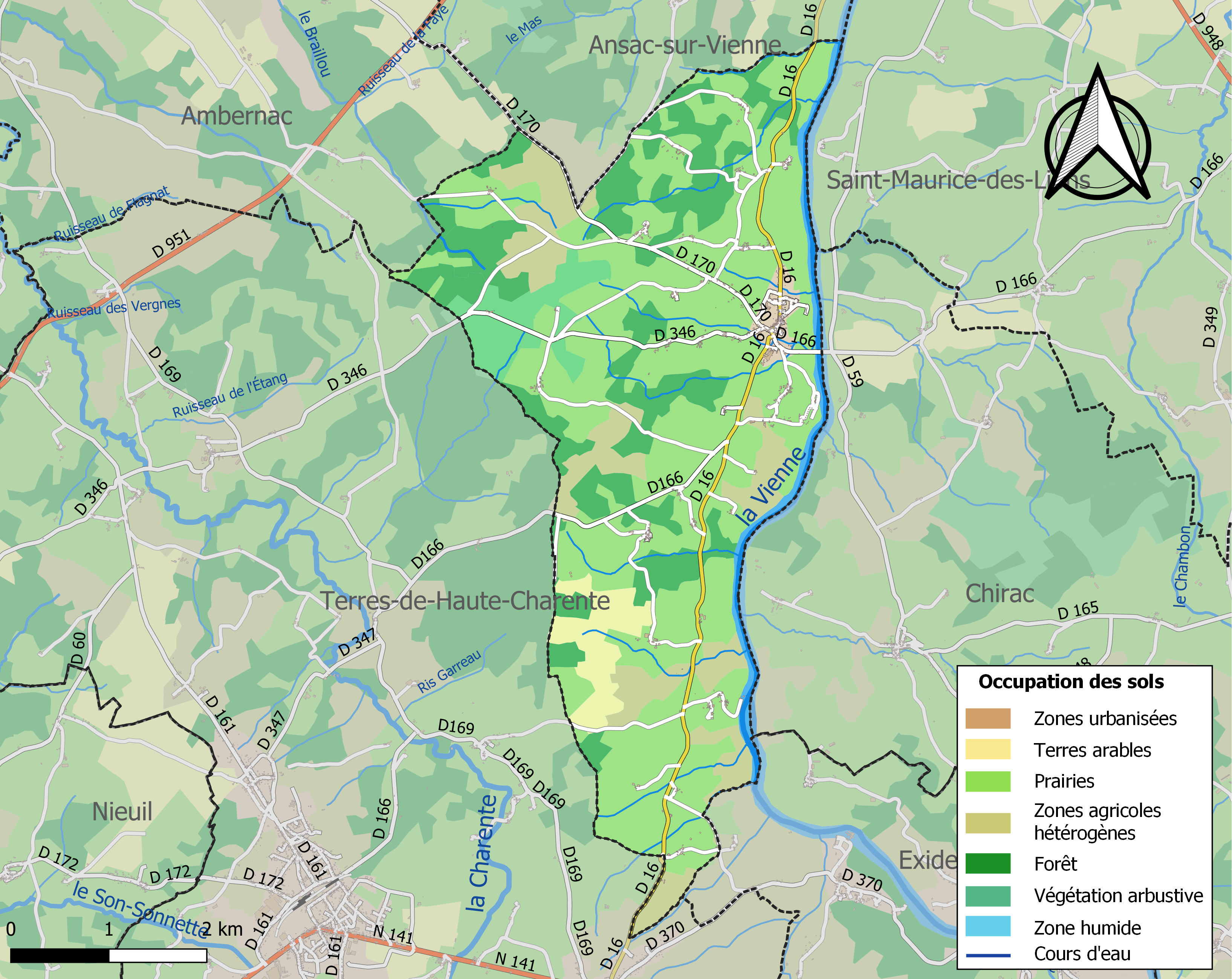
Carte des infrastructures et de l'occupation des sols de la commune en 2018 (CLC).

### Risques majeurs
Le territoire de la commune de Manot est vulnérable à différents aléas naturels : météorologiques (tempête, orage, neige, grand froid, canicule ou sécheresse), inondations, mouvements de terrains et séisme (sismicité faible). Il est également exposé à un risque technologique, la rupture d'un barrage, et à un risque particulier : le risque de radon. Un site publié par le BRGM permet d'évaluer simplement et rapidement les risques d'un bien localisé soit par son adresse soit par le numéro de sa parcelle.

#### Risques naturels
Certaines parties du territoire communal sont susceptibles d’être affectées par le risque d’inondation par débordement de cours d'eau, notamment la Vienne. La commune a été reconnue en état de catastrophe naturelle au titre des dommages causés par les inondations et coulées de boue survenues en 1982, 1983, 1993, 1995 et 1999,.

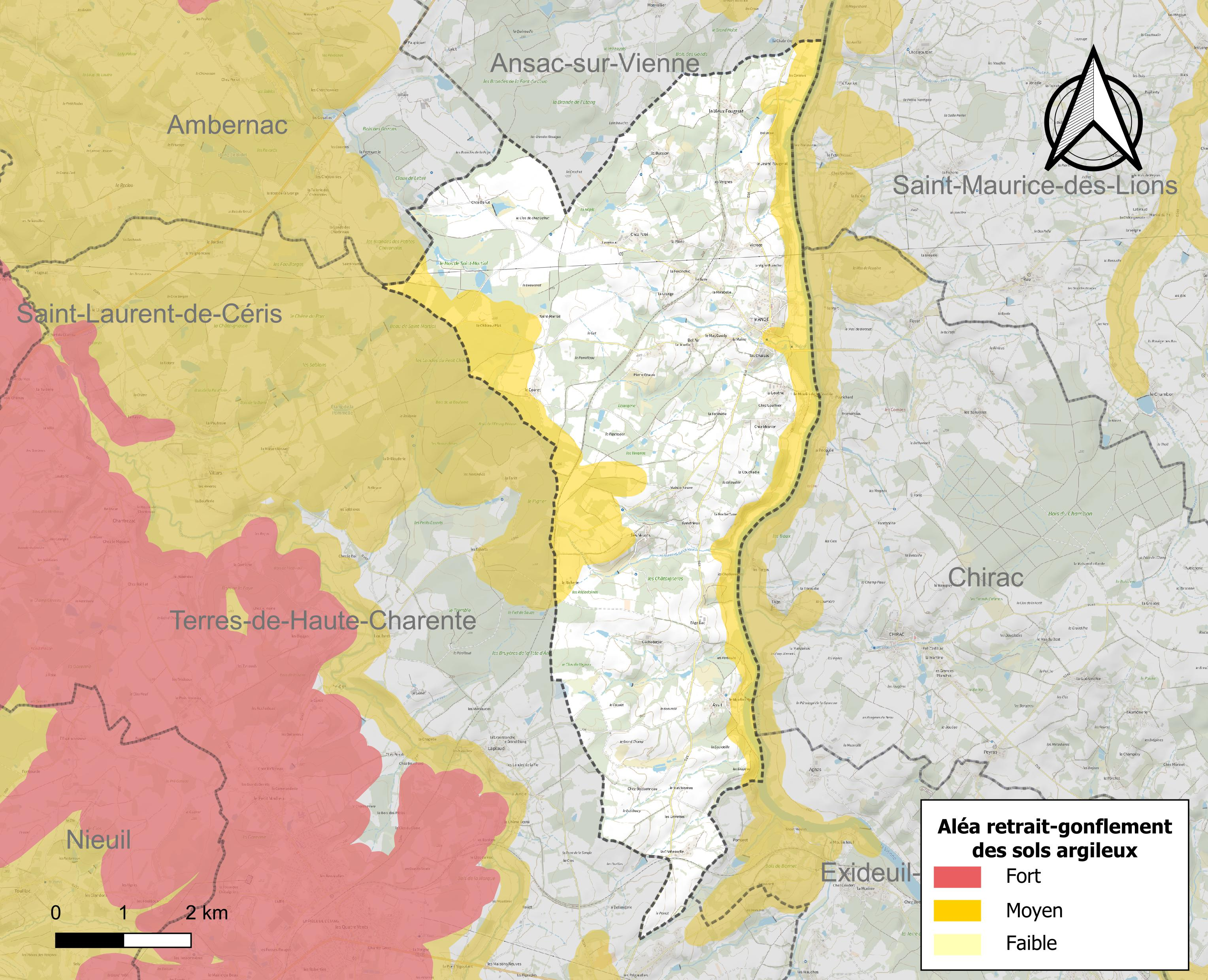
Carte des zones d'aléa retrait-gonflement des sols argileux de Manot.

Les mouvements de terrains susceptibles de se produire sur la commune sont des glissements de terrain.
Le retrait-gonflement des sols argileux est susceptible d'engendrer des dommages importants aux bâtiments en cas d’alternance de périodes de sécheresse et de pluie. 19,3 % de la superficie communale est en aléa moyen ou fort (67,4 % au niveau départemental et 48,5 % au niveau national). Sur les 394 bâtiments dénombrés sur la commune en 2019, 33 sont en aléa moyen ou fort, soit 8 %, à comparer aux 81 % au niveau départemental et 54 % au niveau national. Une cartographie de l'exposition du territoire national au retrait gonflement des sols argileux est disponible sur le site du BRGM,.
Par ailleurs, afin de mieux appréhender le risque d’affaissement de terrain, l'inventaire national des cavités souterraines permet de localiser celles situées sur la commune.
Concernant les mouvements de terrains, la commune a été reconnue en état de catastrophe naturelle au titre des dommages causés par des mouvements de terrain en 1999.

#### Risques technologiques
La commune est en outre située en aval des barrages de Lavaud-Gelade et Vassivière, des ouvrages de classes A. À ce titre elle est susceptible d’être touchée par l’onde de submersion consécutive à la rupture de cet ouvrage.

#### Risque particulier
Dans plusieurs parties du territoire national, le radon, accumulé dans certains logements ou autres locaux, peut constituer une source significative d’exposition de la population aux rayonnements ionisants. Certaines communes du département sont concernées par le risque radon à un niveau plus ou moins élevé. Selon la classification de 2018, la commune de Manot est classée en zone 3, à savoir zone à potentiel radon significatif.

## Toponymie
Le nom de la commune est attesté sous la forme ancienne Monoco (non datée).
Selon Dottin, l'origine du nom de Manot remonterait à un nom de personne gaulois à la racine Mano-. Selon Dauzat, il s'agirait d'un suffixe pré-indo-européen *man- signifiant « rocher », « hauteur », avec suffixe -occum,.

### Langues
La commune est dans la partie occitane de la Charente qui en occupe le tiers oriental, et le dialecte est limousin.
Elle se nomme Manòc en occitan.
Une des caractéristiques de la commune se trouve dans le fait que la frontière entre les parlers limousins en "a" et ceux en "è" la traverse,.

## Histoire
Une voie antique, supposée romaine, reliant Périgueux à Poitiers, passait sur les crêtes séparant le bassin de la Vienne et celui de la Charente, au Couret, du sud au nord.
Au Moyen Âge, Manot était sur un itinéraire transversal d'un chemin de Saint-Jacques-de-Compostelle, qui se dirigeait du Limousin vers Angoulême pour bifurquer vers Saintes (reliques de saint Eutrope), Blanzac (vers Blaye) ou Aubeterre (vers Sainte-Foy-la-Grande).
Près de l'église, on peut remarquer une grande maison de style Louis XIII et de construction assez massive, ayant appartenu à la famille de Salignac-Fénelon.
Cette famille, dont le membre le plus remarquable et le plus connu est l'illustre archevêque de Cambrai, François de Salignac de La Mothe-Fénelon, dit Fénelon, étaient de grands seigneurs en Périgord et ne tenaient guère au mince fief de Manot.
Aussi, en 1630, messire Pons de Salignac, seigneur baron de La Mothe-Fénelon, aliéna-t-il une partie de cette terre au profit de François Barbarin, écuyer, seigneur de Chambes.
Cependant la famille conserva le château de Manot, qu'elle possédait encore à la Révolution.
Au début du XXe siècle, l'industrie était représentée par deux moulins sur la Vienne. La ligne de chemin de fer de Roumazières à L'Isle-Jourdain par Confolens desservait la commune, et la gare de Manot était située à un kilomètre du bourg.
Des foires, encore importantes au début du XXe siècle, se tenaient au bourg le 25 de chaque mois.

## Administration

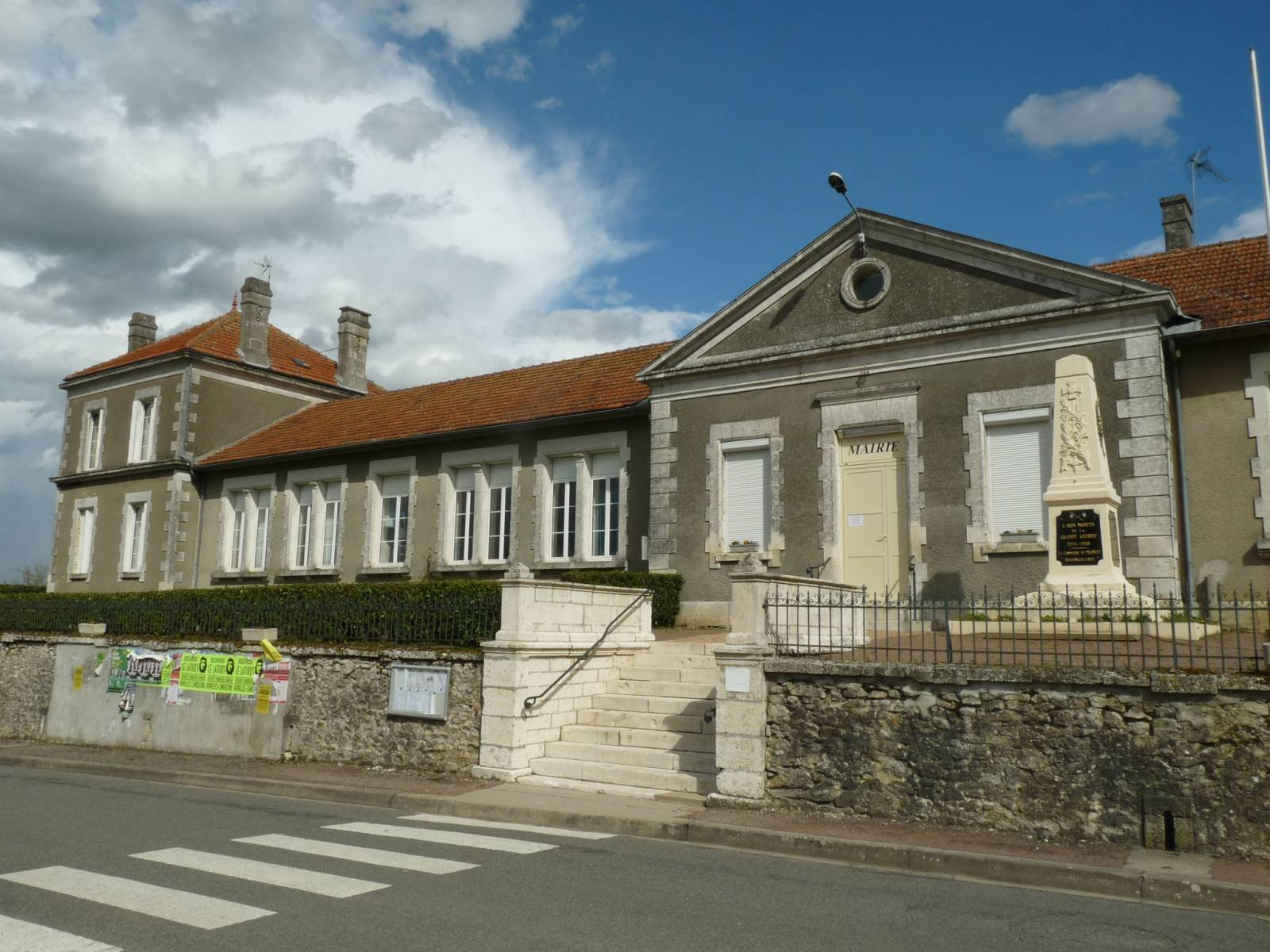
La mairie.

| Période                                  | Période  | Identité        | Étiquette | Qualité                                                        |
| ---------------------------------------- | -------- | --------------- | --------- | -------------------------------------------------------------- |
| Les données manquantes sont à compléter. |          |                 |           |                                                                |
| 1995                                     | 2008     | Michel Lascoux  |           |                                                                |
| 2008                                     | En cours | Jean-Luc Dedieu | SE        | Comptable, premier Vice-président de la Communauté de communes |

## Démographie

### Évolution démographique
L'évolution du nombre d'habitants est connue à travers les recensements de la population effectués dans la commune depuis 1793. Pour les communes de moins de 10 000 habitants, une enquête de recensement portant sur toute la population est réalisée tous les cinq ans, les populations de référence des années intermédiaires étant quant à elles estimées par interpolation ou extrapolation. Pour la commune, le premier recensement exhaustif entrant dans le cadre du nouveau dispositif a été réalisé en 2007.

En 2022, la commune comptait 548 habitants, en évolution de −2,66 % par rapport à 2016 (Charente : −0,48 %, France hors Mayotte : +2,11 %).
| 1793  | 1800  | 1806  | 1821  | 1831  | 1841  | 1846  | 1851  | 1856  |
| ----- | ----- | ----- | ----- | ----- | ----- | ----- | ----- | ----- |
| 1 048 | 1 214 | 1 079 | 1 282 | 1 298 | 1 320 | 1 340 | 1 353 | 1 345 |

| 1861  | 1866  | 1872  | 1876  | 1881  | 1886  | 1891  | 1896  | 1901  |
| ----- | ----- | ----- | ----- | ----- | ----- | ----- | ----- | ----- |
| 1 196 | 1 164 | 1 124 | 1 240 | 1 513 | 1 269 | 1 275 | 1 212 | 1 160 |

| 1906  | 1911  | 1921 | 1926 | 1931 | 1936 | 1946 | 1954 | 1962 |
| ----- | ----- | ---- | ---- | ---- | ---- | ---- | ---- | ---- |
| 1 161 | 1 009 | 885  | 821  | 802  | 770  | 684  | 687  | 708  |

| 1968 | 1975 | 1982 | 1990 | 1999 | 2006 | 2007 | 2012 | 2017 |
| ---- | ---- | ---- | ---- | ---- | ---- | ---- | ---- | ---- |
| 681  | 672  | 590  | 584  | 576  | 589  | 591  | 581  | 550  |

| 2022 | - | - | - | - | - | - | - | - |
| ---- | - | - | - | - | - | - | - | - |
| 548  | - | - | - | - | - | - | - | - |

### Pyramide des âges
La population de la commune est relativement âgée.
En 2018, le taux de personnes d'un âge inférieur à 30 ans s'élève à 25,1 %, soit en dessous de la moyenne départementale (30,2 %). À l'inverse, le taux de personnes d'âge supérieur à 60 ans est de 35,7 % la même année, alors qu'il est de 32,3 % au niveau départemental.
En 2018, la commune comptait 263 hommes pour 283 femmes, soit un taux de 51,83 % de femmes, légèrement supérieur au taux départemental (51,59 %).
Les pyramides des âges de la commune et du département s'établissent comme suit.
| Hommes | Classe d’âge | Femmes |
| ------ | ------------ | ------ |
| 0,4    | 90 ou +      | 0,7    |
| 11,1   | 75-89 ans    | 11,1   |
| 25,7   | 60-74 ans    | 22,5   |
| 22,7   | 45-59 ans    | 26,8   |
| 14,6   | 30-44 ans    | 14,2   |
| 13,7   | 15-29 ans    | 10,7   |
| 11,8   | 0-14 ans     | 13,9   |

| Hommes | Classe d’âge | Femmes |
| ------ | ------------ | ------ |
| 1      | 90 ou +      | 2,7    |
| 9,2    | 75-89 ans    | 12     |
| 20,6   | 60-74 ans    | 21,3   |
| 20,7   | 45-59 ans    | 20,3   |
| 16,8   | 30-44 ans    | 16     |
| 15,6   | 15-29 ans    | 13,4   |
| 16,1   | 0-14 ans     | 14,3   |

## Équipements, services et vie locale

### Enseignement
L'école est un RPI entre Ansac et Manot. Ansac accueille une école primaire (élémentaire et maternelle), Ratier-Lacouture, et Manot une école élémentaire, située au bourg et comprenant deux classes. Le secteur du collège est Confolens (Noël-Noël).

## Lieux et monuments
- Église Saint-Martial, du XIIe siècle, inscrite monument historique le 28 octobre 1985[46]. Vicairie perpétuelle de l'ancien diocèse de Limoges, unie au chapitre Saint-Martial de cette ville[47].

Église Saint-Martial
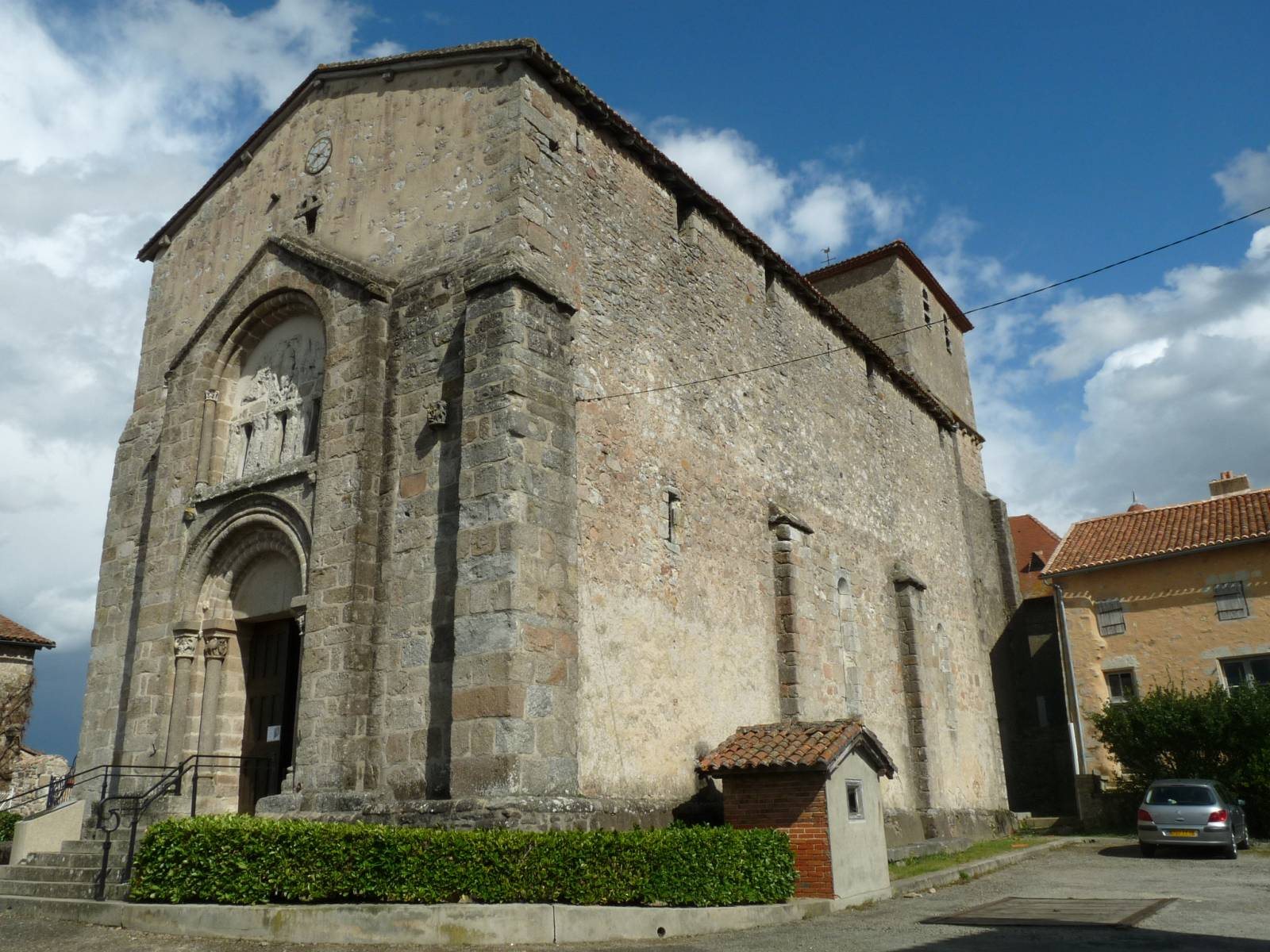
L'extérieur.
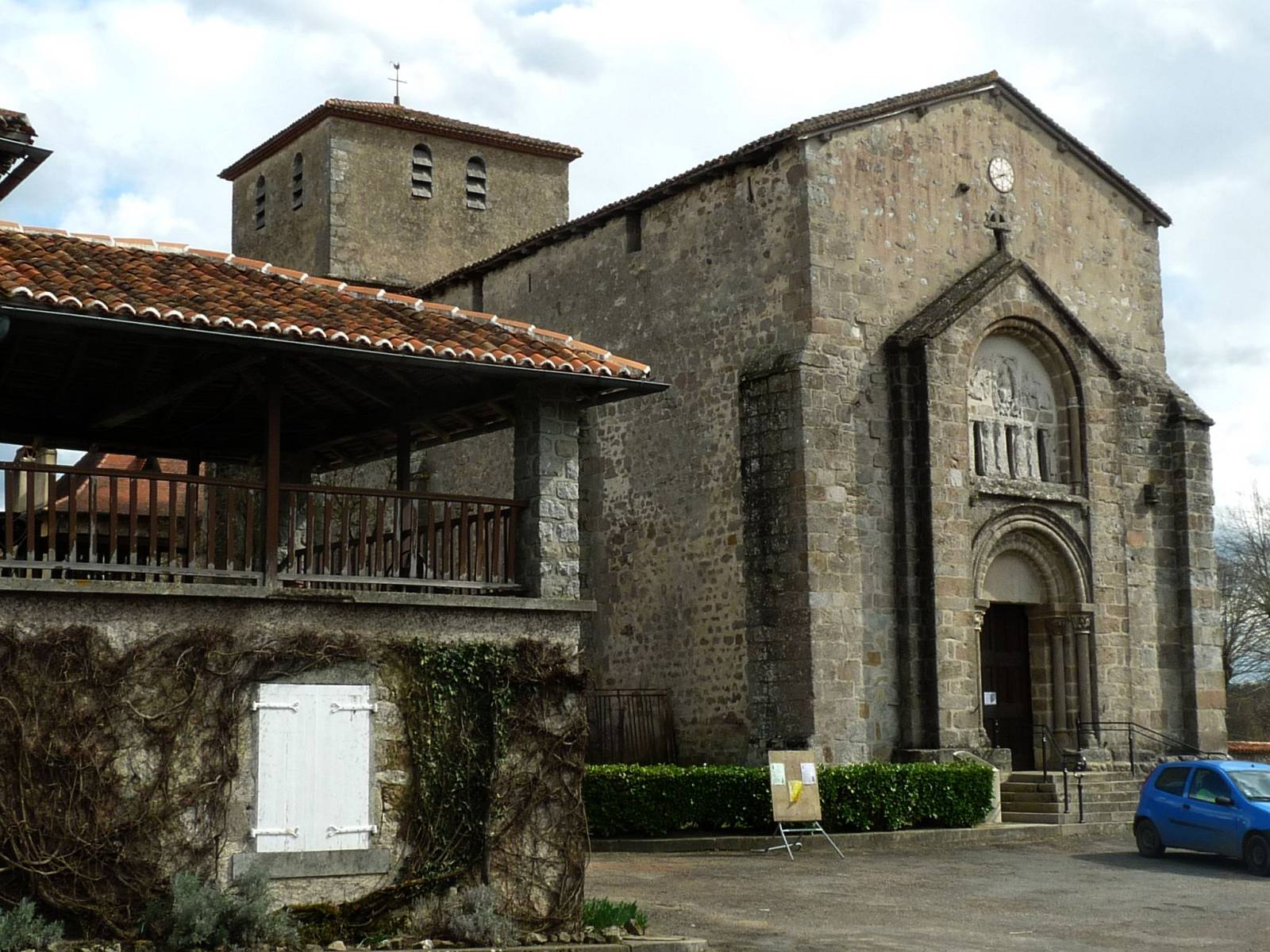
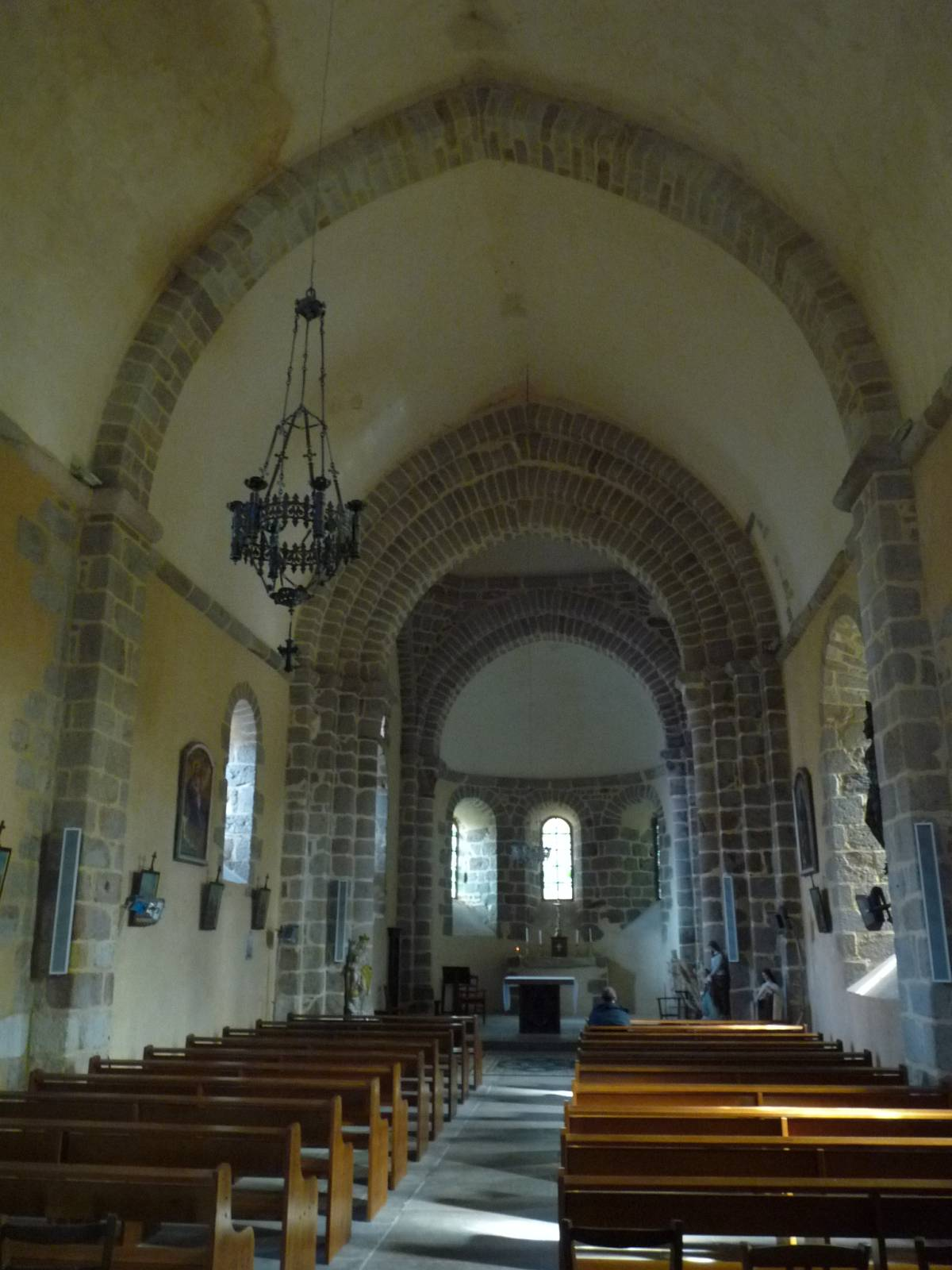
L'intérieur.

- Moulin à blé, situé à Assit au bord de la Vienne. Il date du Moyen Âge et a été reconstruit la dernière fois au XVIIIe siècle[48].

## Personnalités liées à la commune
- Fénelon : François de Salignac de La Mothe-Fénelon (6 août 1651, château de Fénelon - 7 janvier 1715, Cambrai), dit Fénelon, est un homme d'Église, théologien et écrivain français, et dont la famille possédait la terre de Manot.
- Yves Lecoq, célèbre humoriste et imitateur français, possède également une résidence sur la commune depuis plusieurs années.